# IOS 14
iOS 14 je čtrnáctou verzí operačního systému iOS, který je vyvíjen společností Apple Inc. pro zařízení iPhone, iPod Touch a chytrý reproduktor HomePod. Byl představen 22. června 2020 na Worldwide Developers Conference, jako nástupce iOS 13. Systém možné instalovat do zařízení Apple iPhone od iPhone 6S po novější a iPod Touch 7. generace. Jeho nástupcem se stal iOS 15.

## Funkce systému

### App Clips
App Clips jsou novou funkci, která dovoluje stáhnout zmenšenou verzi aplikace, která se již nachází v App Storu. Aplikace by měla snížená práva a sloužila by pouze k provedení určité funkce aplikace (npř. zaplacení za parkování.) Dovoluje použití Apple Pay a Sign in with Apple.
App Clips mohou být objeveny uživatelem pomocí NFC tagů a QR kódů určených pro App Clips. Mohou být sdíleny ve Zprávách nebo umístěny na webových stránkách, či v Apple Mapách.

### CarPlay
CarPlay dostal aktualizaci, umožňující nastavení pozadí. Byla přidána možnost upozornit uživatele na možné zastávky, jako například parkování. Uživatel si nově může zvolit možnost navigování pro elektrické vozidlo, kdy ho mapy dovedou na nejbližší nabíjecí stanici, která je určená pro jeho vozidlo.

### CarKey
CarKey je služba v iOS 14, která umožňuje iPhonu nahradit klíček od auta pomocí technologie NFC. Tato funkce vyžaduje kompatibilní vozidlo. Apple demonstroval funkci na nadcházejícím vozdile BMW řady 5. Ke klíčku se uživatel může dostat uvnitř aplikace Apple Wallet. Klíčky mohou být sdíleny mezi uživateli, kterým mohou být uděleny časové a jiné omezení. V případě, že se iPhone vybije, bude klíček fungovat ještě dalších 5 hodin.

### Domovská obrazovka
Domovské obrazovce se v iOS 14 dostalo největší pozornosti.

#### Widgety
Na rozdíl od předchozích verzí, ve kterých byly ikony na domovské obrazovce uspořádány v mřížce a odpovídaly přímo aplikacím, mohou nyní uživatelé přidávat nově představené widgety.
Vlevo od první stránky je widget Today View nahrazen uživatelským rozhraním s posuvným widgetem. Widgety mohou být umístěny na domovskou obrazovku; mohou být změněny na velikosti 2:2, horizontální 2:4 nebo 4:4 ikony. Widgety stejné velikosti mohou být naskládány na sebe, přičemž vznikne Smart Stack, který uživateli zobrazuje vždy ten widget, který je podle telefonu pro uživatele nejdůležitější v danou dobu.

#### Knihovna aplikací
Vpravo od poslední stránky se nachází Knihovna aplikací, která kategorizuje aplikace nainstalované na zařízení. V každé kategorii se aplikace řadí podle intenzity používání, přičemž první tři nejpoužívanější aplikace jsou dostupné pro okamžité otevření. Je přítomna i kategorie nedávno přidané, která zobrazuje nedávno nainstalované aplikace a App Clips.
Byla přidána možnost skrýt jednotlivé stránky s aplikacemi, přičemž skryté aplikace mohou být stále nalezeny v knihovně aplikací.

### Compact UI
V systému iOS 14 byla provedena řada změn, které se snaží o zmenšení obsahu obrazovky, který byl do této chvíle obsazen aplikacemi zabírající celou obrazovku, tím pádem dovoluje uživateli vidět, co se děje i za právě vyvolanou aplikací. Tyto změny se týkají volání, kdy se při příchozím hovoru zobrazí kompaktní notifikace, kterou může uživatel jednoduše odhodit, a Siri, jejíž uživatelské prostředí nově také zabírá pouze spodní část displeje.
Obraz v obraze (PIP) umožňuje uživateli sledovat video obsah a provádět video hovory (například s FaceTime) v malém okénku, které se zobrazuje nad ostatním obsahem. Tomuto okénku může být změněna velikost pomocí gest nebo může být přesunuto, schováno a následně opětovně vyvoláno. V tuto chvíli podporuje tuto funkci FaceTime, Safari a Netflix. YouTube může být vyvoláno pouze v Safari.

### Vyhledávání a Siri
Byla přidána vylepšení k funkci vyhledávání na domovské obrazovce včetně: nového uživatelského prostředí, detailnějšího vyhledávání na webu, zkratky k vyhledávání v aplikacích a vylepšené našeptávání.
Kromě toho, že je Siri kompaktní, umí nyní odpovědět na širší sadu otázek a překládat více jazyků. Uživatelé mohou také sdílet své ETA (předpokládaný čas příjezdu) s kontakty a požádat o cyklistickou navigaci.

### Soukromí
Systém iOS 14 přidává různé nové funkce ochrany osobních údajů. Apple uvádí, že „soukromí je středobodem všeho, co děláme.“ Informace o ochraně osobních údajů lze nyní zobrazit v App Storu, takže si uživatelé mohou prohlédnout, jaká oprávnění aplikace vyžaduje, než si ji stáhnou. Kdykoli aplikace používá mikrofon nebo fotoaparát, se v horní části obrazovky zobrazí indikátor v podobě malé tečky. Uživatelé nyní sdílejí pouze svou přibližnou polohu, nikoli přesnou polohu.

### Další funkce
- Klávesnice Emodži byla aktualizována s vyhledávací lištou pro rychlý přístup.
- Uživatel si nyní může vybrat primární prohlížeč a mailový klient (v základu Mail a Safari.)
- Na telefonech iPhone X (bez iPhonu SE (2. generace)) a novějších je nově umožněno nastavit funkci dvojitého či trojitého poklepání na záda telefonu, která provede uživatelem vybranou funkci.
- Uživatelé se zařízeními, která automaticky nečtou NFC tagy mohou přidat zkratku v ovládacím centru, aby je mohli načíst.
- iOS 14 znovu přichází s podporou přehrávání videí ve 4K rozlišení v aplikaci Youtube.[5][6]
- V aplikaci Notes je nyní snazší najít poznámky pomocí vylepšené „inteligence na zařízení“.[3]
- Aplikace Počasí nyní zobrazuje předpovědi minut po minutě pro další hodinu (pouze v USA). Apple nyní používá data ze své nedávno zakoupené společnosti a aplikace Dark Sky a The Weather Channel.[7][8]
- Apple Arcade má nyní přímou integraci do Game Center.[9]
- Systém iOS 14 přidává do Memoji a Animoji 20 nových stylů vlasů.
- Nyní můžete hledat emodži místo toho, abyste je museli hledat ručně.

## Funkce v aplikacích

### Fotoaparát
Aplikace Fotoaparát získala několik nových funkcí. Mezi vlastnosti patří:
- Schopnost zrcadlit fotografie pořízené z předního fotoaparátu
- Vylepšení čtení QR kódů
- Kontrola kompenzace expozice
- Rychlé přepínání kvality nahrávání v režimu Video pro všechny telefony iPhone
- QuickTake video pro iPhone XR a iPhone XS / XS Max
- Schopnost snímat sérii fotografií a videí QuickTake pomocí tlačítek hlasitosti na podporovaných zařízeních
- Aktualizovaný noční režim na iPhone 11 a iPhone 11 Pro.

Fotografie lze fotografovat až o 90% rychleji, čas k vyfocení prvního snímku je nyní až o 25% rychlejší a portrétní snímek je o 15% rychlejší.

### FaceTime
FaceTime nyní automaticky upraví vzhled očí tak, aby vypadaly, že se dívají přímo do fotoaparátu.

### Domácnost
Aplikace Domácnost obdržela změnu vzhledu, aby zdůraznila navrhované příslušenství spolu s doplňky označenými jako oblíbené. Kromě toho byla přidána hlavní sada automatizačních funkcí pro použití se zařízeními kompatibilními s HomeKitem ; Tato automatizace vyžaduje přítomnost iPadu, HomePodu nebo Apple TV v domácnosti.
Domácí bezpečnostní kamery mohou být nastaveny tak, aby upozornili uživatele na aktivitu, která se odehrává ve vymezené zóně. Dále lze nastavit rozpoznávání obličeje v aplikaci Fotky domácí bezpečností kamery a chytré zvonky na ně budou nově umět upozornit notifikací.
Produkty chytrého osvětlení, které podporují změnu teploty barev, mohou být nastaveny tak, aby měnily teplotu automaticky během dne.

### Zprávy
Aplikace Zprávy získala několik nových funkcí. Uživatelé nyní mohou připnout až 9 konverzací navrch aplikace. Ve skupinových konverzacích mohou uživatelé nyní:
- Zmínit ostatní uživatele
- Dostat notifikaci o zprávě pouze pokud jsou zmíněni
- Nastavte vlastní obrázek nebo grafiku pro skupinové konverzace
- Přímo odpovídat na jednotlivé zprávy

### Mapy

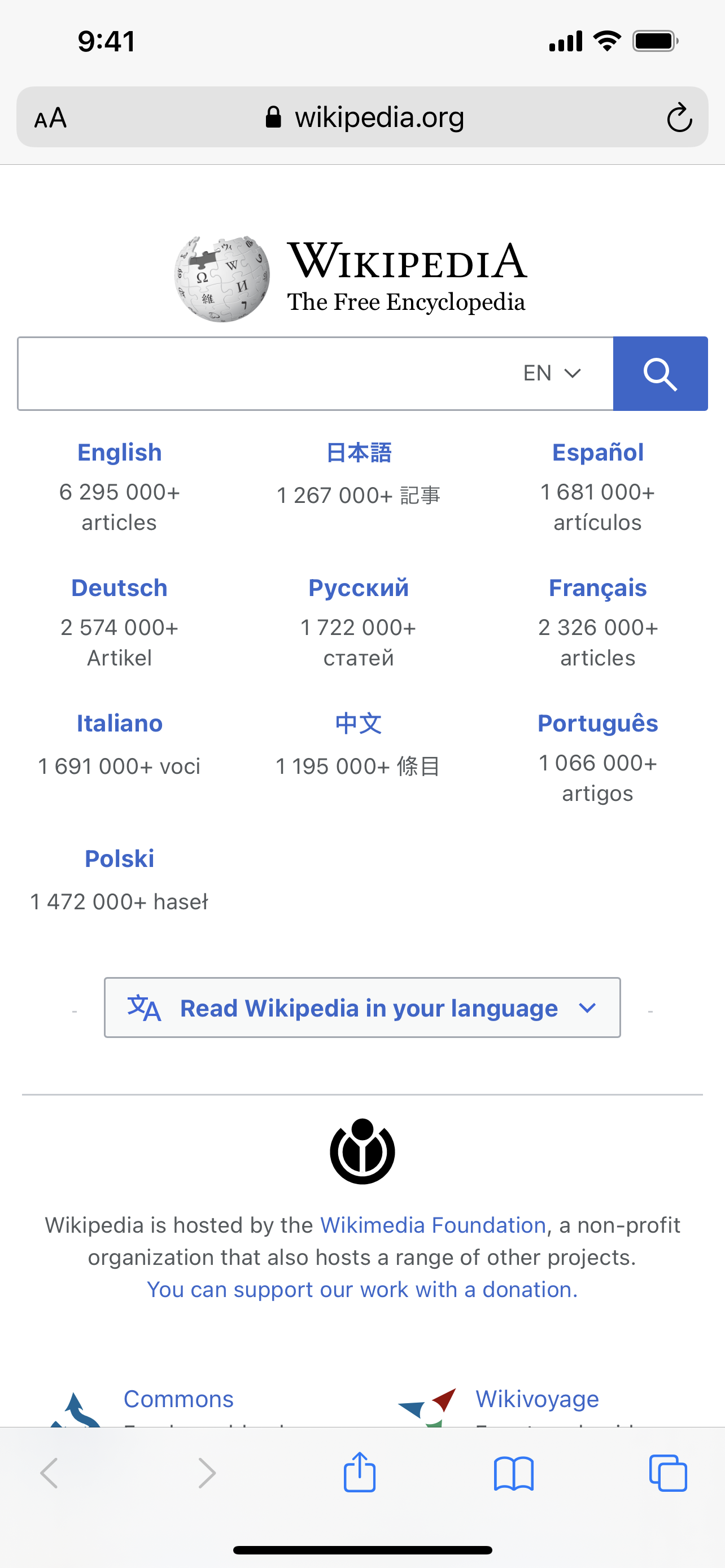
Safari v iOS 14 na výšku.

Apple Mapy nyní poskytují uživatelům přístup k cyklistickým trasám a zároveň informace o nadmořské výšce trasy a schodech. Rovněž poskytuje uživatelům více možností trasy a navrhuje cesty méně rušnými ulicemi. Cyklistické trasy budou k dispozici při zahájení v New Yorku, Los Angeles, San Franciscu, Šanghaji a Pekingu. Apple oznámil, že v budoucnu budou i nadále rozšiřovat dostupnost svých vylepšených map mimo USA, včetně Kanady, Velké Británie a Irska a dalších zemí.
Společnost Apple rovněž zavedla navigaci pro elektrické automobily, která uživatelům umožňuje zakomponovat do trasy nabíjecí stanice při plánování cesty a zvolit takovou trasu, kde bude možné dobít jejich automobil. Tato funkce vyžaduje propojení s autem. Apple v současné době spolupracuje s Fordem a BMW na implementaci této funkce u svých elektrických vozidel.  
Byly přidány Doporučení pro různá místa po celém světě, která uživateli doporučují, kde se dá najíst, nakoupit a jaké památky navšivit.

### Safari
Safari, výchozí webový prohlížeč v iOS, získal schopnost hlídat úniky hesel a generovat zprávu o ochraně soukromí na webových stránkách. Výkon JavaScriptu byl vylepšen.

### Překlady
Byla přidána aplikace Překlady, která uživateli umožňuje překládat slova a konverzace mezi následujícími jazyky: Angličtina, Španělština, Mandarínština, Japonština, Korejština, Ruština, Němčina, Francouzština, Italština, Portugalština a Arabština. V orientaci na šířku zobrazení aplikace inteligentně rozpozná, kterým z jazyků se na ni mluví a přeloží ji do druhé řeči.
Vylepšení překladu jsou integrována do Siri a webové stránky mohou být přeloženy přímo v Safari.

## Podporovaná zařízení
Všechna zařízení podporující iOS 13 podporují iOS 14. iPhone 6s, iPhone 6s Plus a iPhone SE (1. generace) jsou nejstaršími zařízeními podporující iOS 14. 
| - iPhone 6s - iPhone 6s Plus - iPhone SE (1. generace) - iPhone 7 - iPhone 7 Plus - iPhone 8 - iPhone 8 Plus - iPhone X - iPhone XS - iPhone XS Max - iPhone XR - iPhone 11 - iPhone 11 Pro - iPhone 11 Pro Max - iPhone SE (2. generace) | - iPod Touch (7. generace) |

## Historie vydání
První vývojářská beta iOS 14 byla uvolněna 22. června 2020, veřejná beta následovala 9. července. Systém podporuje zařízení iPhone 6S a novější a iPod touch 7. generace.
| Verze      | Build   | Datum vydání      | Poznámky                                                     |
| ---------- | ------- | ----------------- | ------------------------------------------------------------ |
| iOS 14.0   | 18A373  | 16. září 2020     | První veřejná verze                                          |
| iOS 14.0.1 | 18A393  | 24. září 2020     | Opravná aktualizace                                          |
| iOS 14.1   | 18A8395 | 20. října 2020    | Podpora pro iPhone 12                                        |
| iOS 14.2   | 18B92   | 5. listopadu 2020 | Nové emoji, opravy chyb                                      |
| iOS 14.3   | 18C66   | 14. prosince 2020 | Podpora pro AirPods Max, Apple Fitness+                      |
| iOS 14.4   | 18D52   | 26. ledna 2021    | Bezpečnostní vylepšení                                       |
| iOS 14.5   | 18E199  | 26. dubna 2021    | App Tracking Transparency, odemknutí iPhonu přes Apple Watch |
| iOS 14.6   | 18F72   | 24. května 2021   | Vylepšení výkonu a stability                                 |
| iOS 14.7   | 18G69   | 19. července 2021 | Podpora MagSafe Battery Pack                                 |
| iOS 14.7.1 | 18G82   | 26. července 2021 | Oprava bezpečnostní chyby                                    |
| iOS 14.8   | 18H17   | 13. září 2021     | Bezpečnostní aktualizace                                     |
| iOS 14.8.1 | 18H107  | 26. října 2021    | Poslední verze iOS 14                                        |